# Stefanos Dragumis
Stefanos Dragumis (gr. Στέφανος Δραγούμης; ur. 1842 w Atenach, zm. 17 września 1923 tamże) – grecki prawnik i polityk.

## Życiorys
Był synem dziennikarza Nikolaosa Dragumisa. W 1861 ukończył studia prawnicze w Paryżu i obronił pracę doktorską. Dzięki wsparciu Charilaosa Trikupisa, od 1875 pracował na stanowisku sekretarza generalnego w ministerstwie sprawiedliwości, ale po konflikcie ze zwierzchnikiem odszedł ze stanowiska. W 1879 po raz pierwszy uzyskał mandat deputowanego do parlamentu. Po zamachu z Gudi stanął na czele rządu i zainicjował zmiany ustawowe. Jednym z kluczowych zadań rządu było zapewnienie bezpieczeństwa Grekom, mieszkającym na terytorium państwa osmańskiego, którzy doświadczali dyskryminacji po rewolucji młodoosmańskiej.
Po przyjeździe do Aten Elefteriosa Venizelosa, Dragumis podał się do dymisji wraz z podległym mu rządem. W czasie wojen bałkańskich pełnił urząd generalnego gubernatora Krety, a następnie Macedonii. W latach 1915-1917 kierował resortem finansów. W wyborach 1916 i 1920 uzyskiwał mandat deputowanego do parlamentu.
Był żonaty (żona Eliza z d. Kontojannakis), miał 11 dzieci. Jednym z jego synów był dyplomata Ion Dragumis.